# Long Way from Home (Peter Cincotti)
Long Way from Home è il quinto album in studio del cantautore statunitense Peter Cincotti, pubblicato il 13 ottobre 2017.

## Descrizione
È il primo album interamente prodotto e realizzato da Cincotti, e molti dei brani sono stati ispirati dall'Italia e dalle origini italiane dell'artista.

## Tracce
Testi e musiche di Peter Cincotti.
1. Long Way from Home – 4:17
2. Sexy – 3:30
3. Made for Me – 4:02
4. Story for Another Day – 4:05
5. Palermo – 3:26
6. Too Soon – 3:45
7. Roman Skies – 4:19
8. Half of You – 4:51
9. What's Sara Doing? – 3:35
10. Wanna Be – 4:06
11. Hangover City – 3:19
12. Sounds of Summer – 4:32